# マンチェスターの聖母

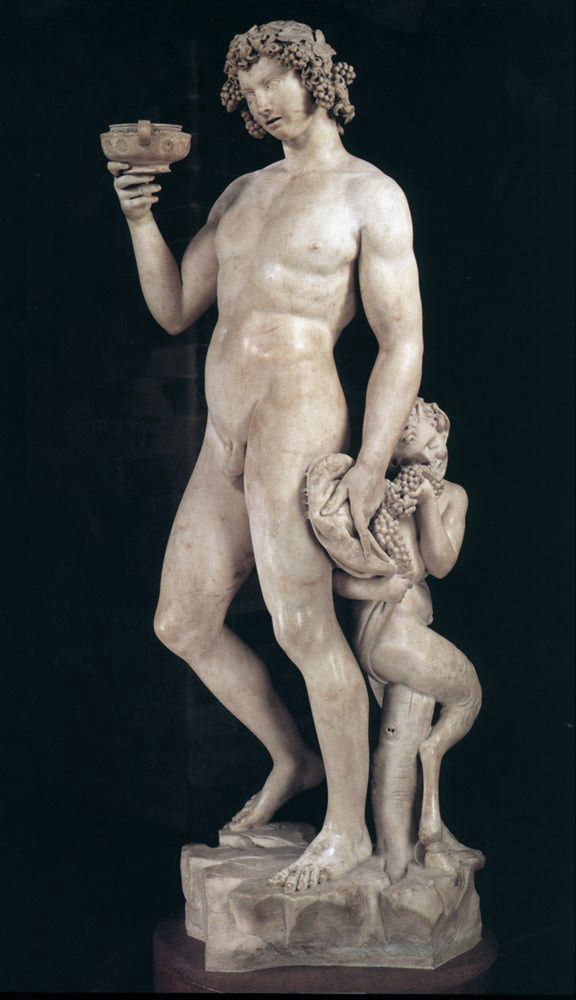
ミケランジェロ・ブオナローティ『バッカス』1496年から1497年。バルジェロ美術館所蔵。

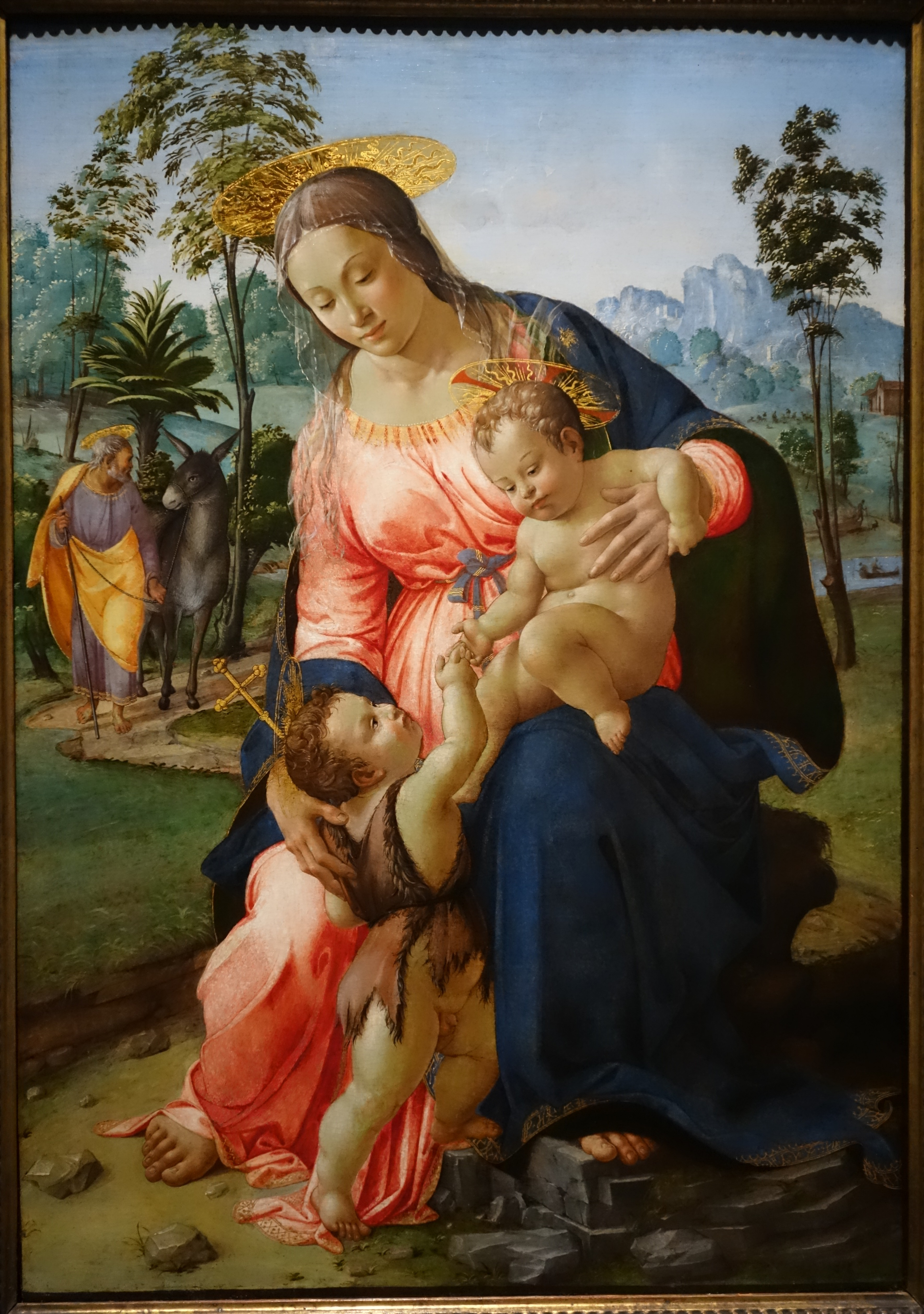
フランチェスコ・グラナッチ『エジプトへの逃避と聖ヨハネ』。アイルランド国立美術館所蔵。

『マンチェスターの聖母』（マンチェスターのせいぼ、英: The Manchester Madonna）の名で知られている『聖母子と聖ヨハネと天使たち』（せいぼしと聖ヨハネとてんしたち、伊: Madonna con bambino e San Giovanni e gli angeli, 英: The Virgin and Child with Saint John and Angels）は、盛期ルネサンスのイタリアの巨匠ミケランジェロ・ブオナローティが1494年ごろに制作した絵画である。テンペラ画。ミケランジェロがドメニコ・ギルランダイオの工房での修行を終えて間もないころの初期の作品で、ミケランジェロの現存する4点の板絵の1つであり、おそらく最古の作品と考えられている。絵画は未完成のまま放棄されており、ミケランジェロがなぜこの作品を完成させなかったのかは分かっていない。1857年にマンチェスター美術名宝博覧会に出品され、一躍脚光を浴びて以来、この名前で呼ばれている。現在はロンドンのナショナル・ギャラリーに所蔵されている。

## 作品
聖母マリアは天使たちに囲まれて幼いイエス・キリストと洗礼者聖ヨハネとともに岩の上に座っている。マリアは胸をはだけて我が子に授乳しようとしている。ところがキリストは彼女の膝の上に身を乗り出しながら手を伸ばし、乳房ではなくマリアが手にした書を掴んでいる。しかしマリアは書の中身を見せたくないらしく、我が子から遠ざけようとしている。この書はおそらく『旧約聖書』であり、キリストが磔刑に処される未来を予言した「イザヤ書」53章を開いているのだろう。ラクダの毛皮をまとったヨハネは、危なっかしい仕草で立っている従兄弟のキリストを後ろから支えている。しかしヨハネはキリストではなく鑑賞者の側を見ている。これは教えへの道を準備するヨハネの役割をほのめかすためである。左側の天使たちが調べている巻物はおそらくヨハネから手渡されたものである。ヨハネはしばしばキリストの磔刑に言及した言葉「エッケ・アグヌス・デイ」（Ecce Agnus Dei, 「神の小羊を見よ」の意）と記された巻物で示される。天使たちが持っている巻物にはその言葉が記されていると考えられている。

### 図像的源泉
ほとんど描かれていない天使たちの図像は、フィレンツェのカテドラル美術館（Cathedral Museum）に所蔵されている彫刻家ルカ・デッラ・ロッビアの1430年代のオルガン・ロフトの彫刻に基づいている。右端に立っている天使のポーズはミケランジェロが1496年から1497年に制作した彫刻『バッカス』（Bacchus）の姿勢と類似している。ただし彫刻の方がはるかに生き生きとしている。また修業時代のドメニコ・ギルランダイオの工房の同僚で、生涯の友人であるフランチェスコ・グラナッチの作品との類似も指摘されている。すなわちダブリンのアイルランド国立美術館に所蔵されている『エジプトへの逃避と幼児の聖ヨハネ』（Rest on the Flight into Egypt with the Infant Saint John）で、グラナッチは聖母を石の多い場所に配置し、キリストを膝の上に置き、キリストに向かって手を伸ばすヨハネを描いている。ミケランジェロの手を伸ばすキリストは、グラナッチのヨハネを逆にしたものであるように見える。

### 絵画の技法
本作品は未完成であるため、ミケランジェロの技術を実際に確認することができる。左側の天使は衣服のひだの線と緑色の下塗りでかろうじて描写されている。ひだの線は準備図をパネルに移した際のものである。緑色の下塗りはピンクがかった肌の色調とのバランスをとるために使用された伝統的な中央イタリアのテンペラ画の技法で、ミケランジェロは成熟するにつれて次第にこの技法を放棄していく。絵画が完成すると見えにくくなる卵テンペラの技法は聖母のマントをモデリングするハッチングの筆遣いで明瞭である。卵テンペラの絵具は急速に乾くため、絵画の表面で混ぜることができず、異なる色調と色の濃淡、明暗を1つ1つ混ぜ、ハッチングや点描といった筆遣いで塗る必要がある。絵画はこうした大変に根気のいる作業をともなうテンペラ技法をミケランジェロが完璧に習得していることを明らかにしている。特に注目されるのは画面右端の天使の肩や背中から生えている羽毛と、キリストのはためくチュニックの縁であり、これらの点は卵テンペラでは達成するのが困難なきわめて繊細な効果を発揮している。

### 制作年代
ミケランジェロのテンペラ技術は彼が独立する前に修行したギルランダイオの工房で実践されていたものと類似している。これはミケランジェロが1490年代初頭の独立後の最初の数年間にフィレンツェで描いたことを強く示唆している。本作品との関連が窺えるグラナッチの『エジプトへの逃避と幼児の聖ヨハネ』は残念ながら年代がはっきりしない。1497年6月の最初のローマ旅行のときにミケランジェロに支払われた報酬と関連づけるか、あるいはもっと早く、ボローニャからフィレンツェに戻った1495年から1496年ごろとする見解もある。この問題についてナショナル・ギャラリーは1494年ごろとしている。

### 帰属
制作者についてはミケランジェロ以外にも、ミケランジェロの助手であるとか、名前の知られていない追随者ないし模倣者とする説がある。20世紀後半にはミケランジェロと同じくギルランダイオの工房出身で、システィーナ礼拝堂でミケランジェロの助手を務めたジュリアーノ・ブジャルディーニの名前がしばしば挙げられている。1941年にはロベルト・ロンギによって架空の「マンチェスターの聖母の画家」の作品として、他のミケランジェレスクの絵画とともにグループ化された。さらにその後、1497年から1509年までミケランジェロの助手であったピエロ（Piero）またはピエトロ・ダルジェンティ（Pietro d'Argenti）として暫定的に特定された。ただし、ウィーン美術アカデミーの円形の『聖母』とローマのローマ国立近代美術館の『ピエタ』を含む他のループの絵画は本作品と様式が似ているものの、著しく劣っている。

## 来歴
本作品は17世紀の終わりに、ローマのボルゲーゼ庭園でミケランジェロの作品として最初に言及さた。その後、ナポレオンの激動の時代にイタリアで活動した英国の画家であり美術商のアレクサンダー・デイが発見し、1833年にロンドンで売却した。本作品が一躍脚光を浴びたのは1857年のことで、当時の所有者である初代トーントン男爵ヘンリー・ラボシェールがマンチェスターで開催された美術名宝展覧会で展示したときである。1869年にヘンリー・ラボシェールが死去すると、その翌年、ナショナル・ギャラリーは男爵の遺言執行者から2,000ポンドで購入した。